# قانون اساسی دانمارک
قانون اساسی دانمارک (دانمارکی: Danmarks Riges Grundlov) یا به صورت خلاصه قانون اساسی (دانمارکی: Grundloven) عالی‌ترین قانون در کشور پادشاهی دانمارک است که شامل دانمارک، گرینلند و جزایر فارو می‌شود. این قانون تعریفی از چارچوب اساسی اصول سیاسی حکومت، ساختار کلی، شیوه اجرا، قدرت و وظایف نهادهای دولتی است. در بخش‌های بعدی قانون اساسی حقوق بنیادی و وظایف شهروندان، از جمله آزادی بیان، آزادی ادیان و خدمت وظیفه اجباری آمده است. 